# 鍵谷幸信
鍵谷 幸信 （かぎや ゆきのぶ、 1930年7月26日 - 1989年1月16日）は、日本の英文学者・詩人・音楽評論家。

## 略歴
北海道旭川市出身。北海道旭川北高等学校を経て慶應義塾大学文学部英文科卒。慶應義塾大学法学部助教授、教授。現代英米文学を専攻し、「エリオット詩集」「ウィリアムズ詩集」などの翻訳や研究書を発表。西脇順三郎門下の詩人で、西脇の全集編集にも携わる。
現代美術・現代音楽、ジャズにも造詣が深く、エッセイも多数執筆、「コーシンさん」の愛称で親しまれた。

## 著書
- 『西脇順三郎論』（思潮社） 1971年
- 『音は立ったままやって来る』（集英社） 1977年
- 『人はだれも音をきかない日はない』（集英社） 1977年
- 『すれ違う音は泳ぐ光にとまどい』（集英社） 1978年
- 『詩人西脇順三郎』（筑摩書房） 1983年
- 『サティ ケージ デュシャン 反芸術の透視図』（小沢書店） 1984年
- 『詩のある風景』（世界日報連載、私家版）1990年

### 共著・編著
- 『西脇順三郎 若い人のための現代詩』（編著、社会思想社、現代教養文庫） 1970年
- 『西脇順三郎研究』（村野四郎・福田陸太郎共編、右文書院、近代日本文学作家研究叢書） 1971年
- 『西脇順三郎詩集』（編、白凰社、青春の詩集 日本篇） 1975年
- 『エリオットの詩と芸術』（編、清水弘文堂） 1972年
- 『現代アメリカ・イギリス詩人論』（福田陸太郎共編、国文社） 1972年
- 『ディラン・トマス研究』（松田幸雄共編、思潮社） 1972年
- 『コルトレーンの世界』（植草甚一共編、白水社） 1978年、新版 1991年
- 『あれもこれも「知的面白学」 日常の中にドン欲に執ヨウに面白さを追求せよ!』（編、徳間書店、徳間ブックス） 1981年
- 『英語面白事典 楽しみながら英語力がつく本』（編、主婦と生活社、Today books） 1996年

### 翻訳
- 『四つの四重奏』（T.S.エリオット、紫星堂） 1955年
- 『エリオット詩集』（上田保共訳、思潮社） 1965年
- 『ウィリアムズ詩集』（訳編、思潮社、現代の芸術双書） 1968年
- 『世界の詩 ジュニア版 3 イギリス・アメリカ』（安藤一郎共著、さ・え・ら書房） 1968年